# Franklin (Tennessee)
Franklin – miasto w Stanach Zjednoczonych, w stanie Tennessee, w hrabstwie Williamson. Według danych z 2022 roku liczy 86,9 tys. mieszkańców, co plasuje je na siódmym miejscu w stanie. Jest częścią obszaru metropolitalnego Nashville.

## Ludzie urodzeni we Franklin
- Miley Cyrus (ur. 1992) – piosenkarka
- Luke Benward (ur. 1995) – aktor i piosenkarz
- Bill Lee (ur. 1949) – gubernator stanu Tennessee
- James Storm (ur. 1977) – wrestler
- Garrison Mathews (ur. 1996) – koszykarz

## Miasta partnerskie
- Bad Soden am Taunus, Niemcy
- Carleton Place, Kanada
- Laois (hrabstwo), Irlandia